# Coridor ecologic

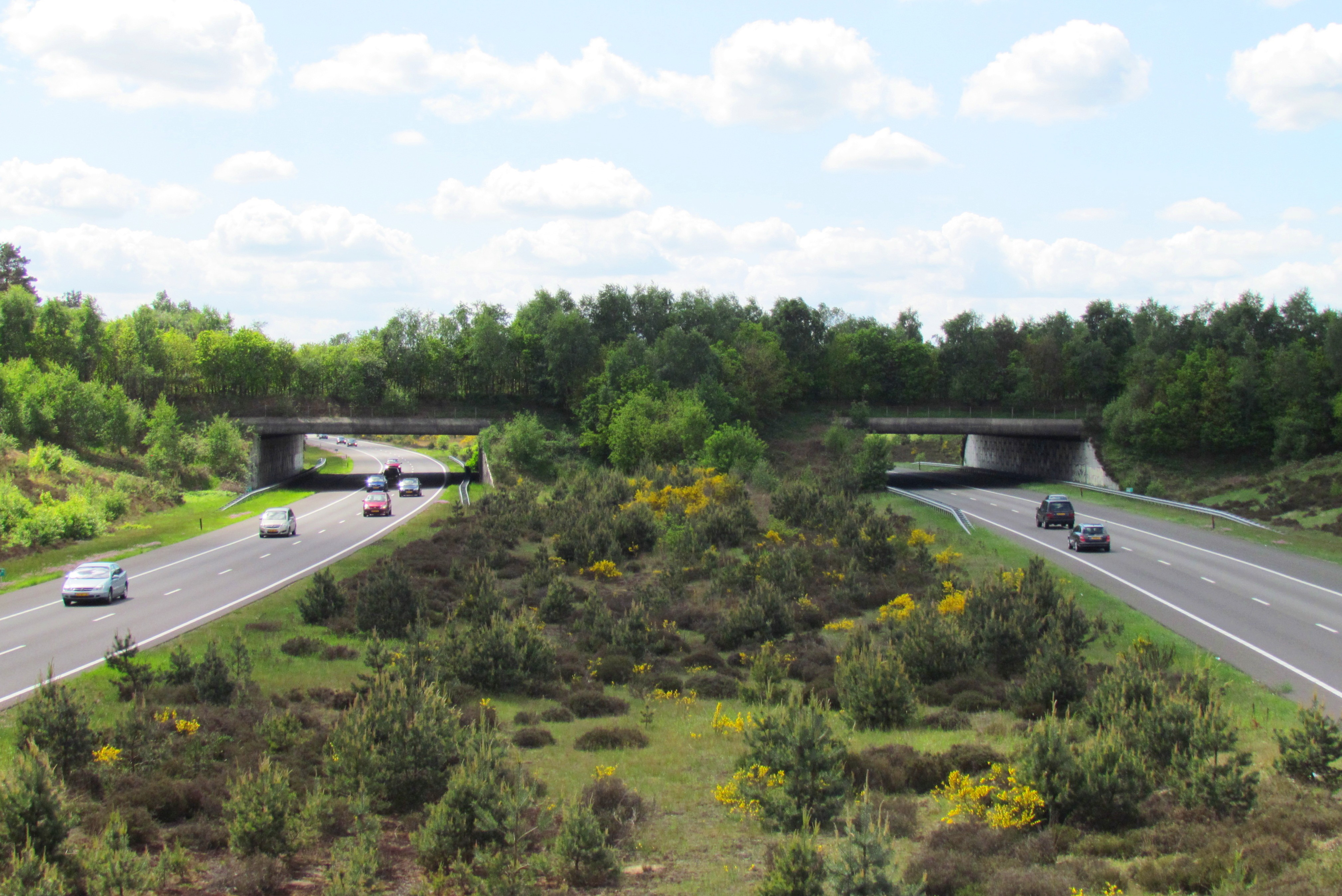
Un coridor ecologic (ecoduct) peste o șosea în Olanda

Coridorul ecologic sau coridorul biologic este o zonă naturală sau amenajată (de exemplu, un gard viu) a unui peisaj de formă mai mult sau mai puțin liniară care diferă prin structura și funcția sa de zona înconjurătoare și care asigură deplasarea speciilor sălbatice (terestre sau acvatice) dintr-un habitat vital natural (sau arie protejată) în altul prin zone cu condiții ostile sau mai puțin favorabile acestora.  Coridoarele ecologice au rolul de habitat, refugiu, deplasare sau de barieră pentru speciile sălbatice. Infrastructura rutieră sau feroviară sunt de multe ori obstacole în deplasare speciilor terestre, perturbând ciclul lor vital,  fiind indispensabil crearea de coridoare ecologice (puncte de trecere) peste aceste obstacole pentru fauna sălbatică.
Capacitatea unei zone liniare de a servi drept un coridor ecologic depinde nu numai de caracteristicile sale proprii (umbră, hrană disponibilă, etc.), dar și de caracteristicile elementelor adiacente. De exemplu, în peisajele agricole, natura culturilor și modalitățile de gestionare (prelucrarea solului, utilizarea pesticidelor) poate favoriza sau diminua funcția coridoarelor formate din garduri vii.
Coridoarele ecologice nu sunt întotdeauna continui, ele putând fi constituite din mozaicuri ale mediului și rețele asociate care formează un coridor ecologic funcțional de dimensiuni mici. De exemplu, pășunile umede și gardurilor vii asociate la un curs de apă curgătoare formează un coridor ecologic în cadrul peisajului. Această noțiune de "coridor mozaic" este esențială în gestionarea spațiilor întinse între zonele protejate.